# Paralonchurus
Paralonchurus is een geslacht van straalvinnige vissen uit de familie van ombervissen (Sciaenidae).

## Soorten
- Paralonchurus peruanus (Steindachner, 1875)
- Paralonchurus brasiliensis (Steindachner, 1875)
- Paralonchurus dumerilii (Bocourt, 1869)
- Paralonchurus goodei Gilbert, 1898
- Paralonchurus petersii Bocourt, 1869
- Paralonchurus rathbuni (Jordan & Bollman, 1890)